# Complot de Lyon
Le complot de Lyon, également appelé complot du Sud-Est, est un complot politique ayant fait l'objet d'un procès à Lyon, en 1851, dans les derniers jours de la Deuxième République dirigée par Louis-Napoléon Bonaparte. Ce complot se basait sur une fédération tentée par la gauche républicaine, et menée notamment par le député du Vaucluse Alphonse Gent, membre du groupe parlementaire de la Montagne, dans quatorze départements du sud-est.
Les membres les plus importants de cette association ont été condamnés par le conseil de guerre, les peines allant de la déportation aux îles Marquises à l'emprisonnement. Toutefois, nombreux sont les membres de l'association à ne pas avoir été poursuivis, une douzaine d'accusés étant également acquittés.
La réalité de la menace de ce complot est encore soumise à questionnement de la part des historiens, certains présumant que le pouvoir de l'époque avait surestimé les intentions républicaines, qui n'auraient cherché qu'à réorganiser leur opposition à la suite de la journée du 13 juin 1849.

## Histoire

### Contexte

Composition de l'assemblée constituante de 1848 et de l'assemblée législative de 1849.

La gauche républicaine, majoritaire dans l'Assemblée nationale constituante, est mise en minorité un an après, dans l'Assemblée nationale législative. Elle observe de très près le gouvernement d'Odilon Barrot, du parti de l'Ordre, et s'y oppose lorsque celui-ci penche trop vers la droite. L'expédition de Rome, d'une mission de protection de la jeune république contre les prétentions papales et autrichiennes, se mue après les élections législatives en un instrument de la réaction qui aide le pape à rétablir ses prérogatives. Cette expédition, fortement encouragée par les républicains qui la dénoncent dès lors qu'elle change d'objectif, est l'occasion d'organiser une journée révolutionnaire le 13 juin 1849, à Paris et dans la province. Les députés Alexandre Ledru-Rollin, Félix Pyat et Victor Considerant, ainsi qu'une trentaine de leurs collègues démocrates-socialistes, sont à la tête de la manifestation parisienne, qui est rapidement neutralisée. Ses participants, en premier lieu les députés, sont poursuivis devant la Haute Cour de justice de Versailles. Alphonse Gent, qui fait partie des participants, n'est pas inquiété, car il a aidé le ministre des Travaux Publics Théobald de Lacrosse à échapper aux émeutiers ce jour-là.

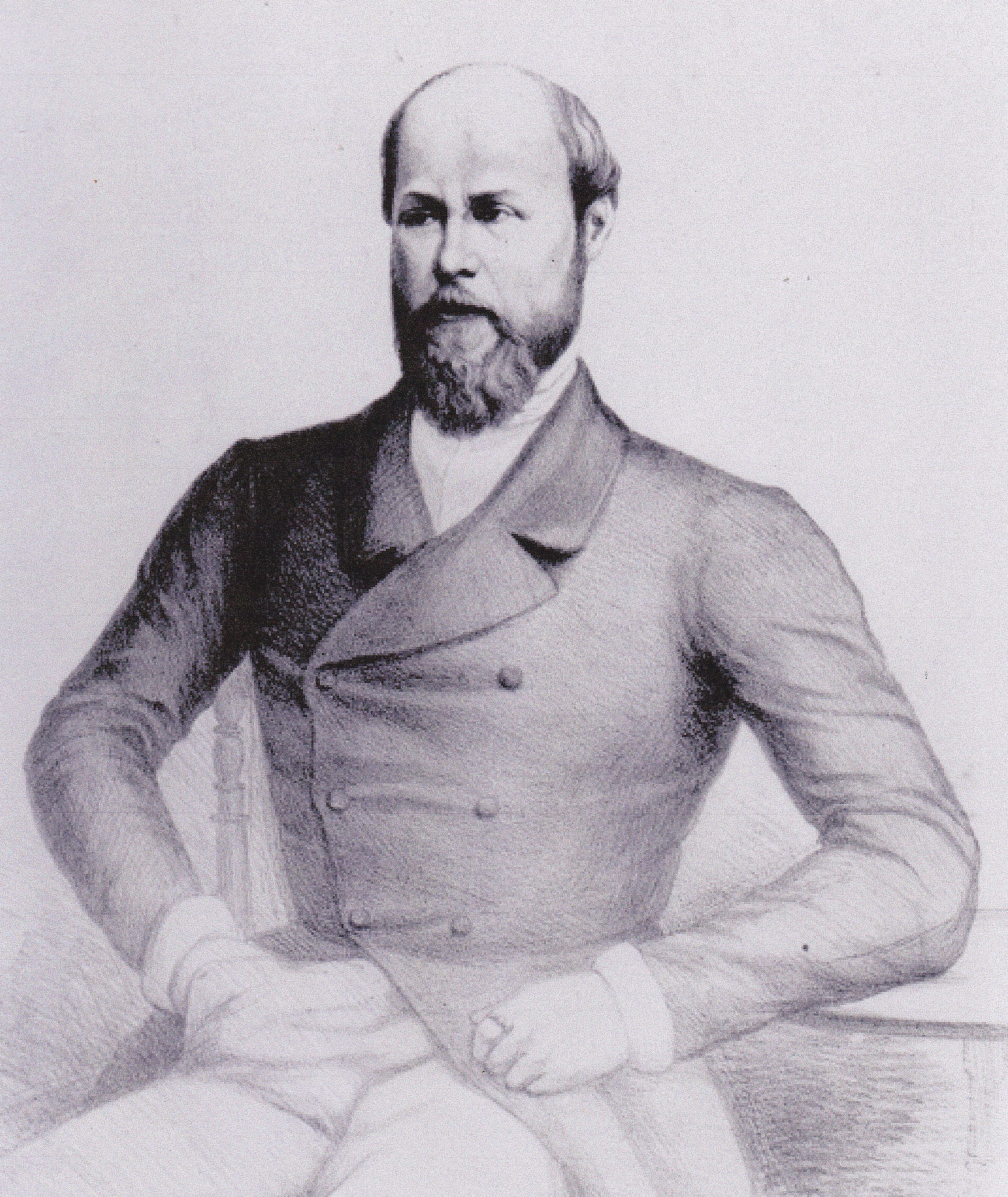
Alphonse Gent.

La majeure partie des députés accusés sont en fuite ; ils sont condamnés par contumace à la déportation, ce qui désorganise l'opposition montagnarde pour le moment. Gent se rend à Lyon pour défendre des républicains mêlés aux émeutes subséquentes de celle de Paris, et obtient plusieurs acquittements. De leur côté, les exilés incitent leurs camarades à former des sociétés pour continuer la lutte contre la politique du gouvernement.

### Organisation du sud-est

Carte de la France montagnarde entre 1849 et 1851. Les points noirs indiquent l'origine des inculpés du complot du sud-est.

Sous étroite surveillance policière, Alphonse Gent commence à organiser les représentants républicains du Lyonnais, de la Drôme et du Vaucluse, souhaitant les fédérer. Le 29 juin, un indicateur arrive à infiltrer une réunion secrète à Valence, qui rassemble des délégués de quatorze départements. Elle a pour objet de connaître « l'état des forces disponibles dans chaque département et de donner un commandement général à l'insurrection » ; la présence de Marescot, pour les Bouches-du-Rhône et le Var, de Robert, pour les Hautes-Alpes, et de Montanier, pour le Vaucluse, est rapportée.
À la fin 1849, Gent a réussi à monter l'association politique dite « du sud-est », dont les délégués se réunissent à Mâcon le 30 septembre 1850 ; ils représentent le Jura, l’Ain, la Saône-et-Loire, le Rhône, l’Isère, la Drôme, le Vaucluse, les Hautes-Alpes, les Basses-Alpes, les Bouches-du-Rhône, le Var, l’Ardèche, le Gard, l’Hérault et l’Aude. Mathieu de la Drôme est élu à leur tête. Le recrutement s’appuie sur le réseau des sociétés secrètes de la Nouvelle Montagne, en plein développement.
À l'issue de cette assemblée, Gent et son collègue Amédée Bruys passent en Suisse pour obtenir le ralliement des républicains en exil. Au retour de Gent à Lyon, le 28 octobre, il est arrêté sous l'accusation de complot contre la sûreté de l'État. Les autres responsables connus, et toutes les personnes qui sont en lien avec cette association, tels Jean-Charles de Lesseps, sont arrêtés peu après ; la presse gouvernementale annonce des ramifications en Suisse et en Angleterre (ce qui se révélera exagéré).

### Procès
En juin 1851, les prévenus appartenant aux départements du Midi occidental (Charentes, Vendée, Dordogne, Lot-et-Garonne) sont renvoyés auprès de la Cour d'assises d'Agen ; plusieurs d'entre eux sont libérés en août, faute de faits à poursuivre. Cela inquiète les magistrats instructeurs, qui travaillent dès lors à obtenir une condamnation. Les députés montagnards ayant promis leur concours à Alphonse Gent ne sont pas non plus poursuivis, ce qui fragilise encore la menace brandie par l'accusation.
Pour être sûr que les comploteurs soient condamnés, le gouvernement et les magistrats instructeurs hésitent sur la juridiction adéquate. Ils éliminent la Haute Cour, car le complot n'a jamais été exécuté, et que certains représentants compromis avec Gent ont été remis en liberté. Puis c'est la Cour d’assises qui est rejetée, le jury pouvant pencher du côté des prévenus. Enfin, la proposition du procureur général Gilardin est adoptée : ce sera le conseil de guerre, qui se tient donc à Lyon. 
L'acte d'accusation est rédigé en ce sens. Il y est expliqué que Gent a comploté afin de renverser le gouvernement par une insurrection programmée le 11 novembre, date de la rentrée de l'Assemblée. D'après le rapport du procureur général, elle aurait dû d’abord éclater dans le pays d'Apt, où 6 000 hommes auraient dû se regrouper dans le Luberon, sous les ordres de l'horloger Hubert, le chef montagnard local. À ce signal, Marseille et Toulon se seraient soulevés, les insurgés s’emparant des ports pour tenter de rallier les marins de la Flotte et l'Algérie. Le mouvement s'amplifiant, les frontières suisse et savoyarde seraient passées sous le contrôle des réfugiés de Genève.
Après dix mois de prison préventive, au cours du printemps et l'été 1851, Gent, principal accusé, passe en jugement à Lyon en compagnie d'un autre vauclusien le docteur Étienne Daillan, maire de Bédarrides, qui s'était opposé en tant qu'élu au prince-président. Avec eux sont jugés, par le 2e Conseil de guerre de la 6e division militaire, une cinquantaine d'autres républicains (dont douze par contumace) accusés d'attentat contre la sûreté de l'État et d'affiliation à des sociétés secrètes afin de renverser le gouvernement. Les débats sont présidés impartialement par le colonel Couston.

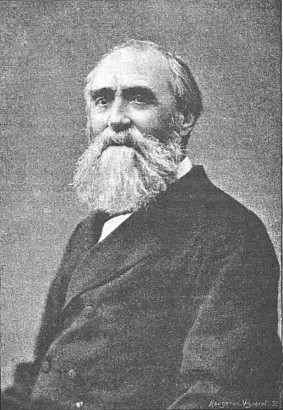
Madier de Montjau en 1893.

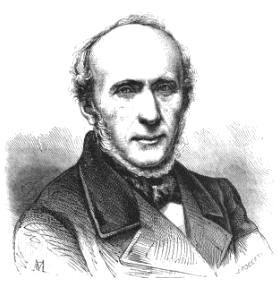
Michel de Bourges en 1865.

Les prévenus sont assistés par nombre d'avocats sous la direction de Michel de Bourges et de Madier de Montjau, comprenant également Jules Cazot. Mais le président du tribunal ayant refusé que Gent interroge lui-même un témoin de dernière minute, Adolphe Crémieux, dont la déposition avait tout de même été acceptée, la défense se retire en totalité du procès ; les accusés refusent les commis d'office qu'on leur donne, et sont condamnés sans avoir été défendus.

### Condamnés
- Alphonse Gent (1813-1894) : déportation
- Louis Langomazino (1820-1895) (journaliste à Digne-les-Bains) : déportation
- Albert Ode (1811-1868)[12],[13], (avocat et ancien procureur de la République à Uzès) : déportation
- Henri Delescluze (1819-1879), frère cadet de Charles Delescluze : 10 ans de rétention

Gent, convaincu d'être l'instigateur du complot en tant que chef de l'association secrète de la Nouvelle Montagne est condamné, le 28 août 1851, à la déportation ; Ode et Louis Langomazino se voient infliger à la même peine, Henri Delescluze dix ans de détention, les autres, de lourdes peines de prison, sauf pour une douzaine d'acquittés. Ils sont reconduits dans leurs cellules au cri de : « Vive la République ! ». 
Le gouvernement veut alors aggraver la sentence. En vertu de la loi du 8 juin 1850, il décide que tous les condamnés devront purger leurs peines aux îles Marquises. Mais, à cause du coût du voyage, ils sont déportés en Algérie. Les cas de Gent, Ode et Langomazino sont traités à part, et ils doivent partir en Océanie, ce qui provoque de vives interpellations à l’Assemblée de la part d'Adolphe Crémieux et de François-Désiré Bancel.

### Suites

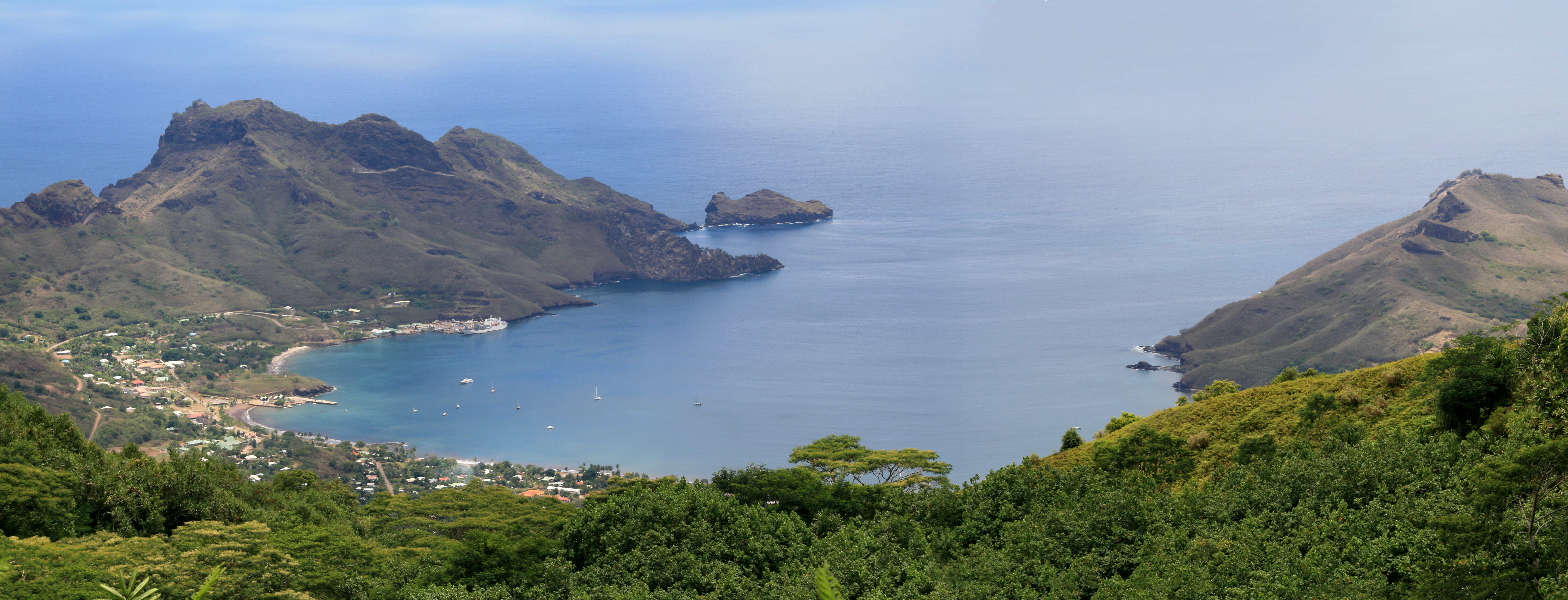
Nuku Hiva (baie de Taiohae).

Accompagné de Louis Langomazino et d'Albert Ode, Gent fut contraint de se rendre à pied de Lyon à Brest. Là les trois hommes furent embarqués avec leurs familles, le 21 décembre, pour purger leur peine dans une forteresse de Nuku Hiva où ils arrivèrent en juin 1852. Ce furent les premiers déportés des Marquises, et les premiers déportés politiques français. La peine de Delescluze est commuée en bannissement à partir de 1853 ; celui-ci finit par s'exiler aux États-Unis. Langomazino, reniant son engagement politique, voit également sa peine commuée en bannissement le 23 juin 1853 ; il s'installe à Tahiti puis à Papeete. Gent et Ode restèrent dans l'île jusqu'en novembre 1854, les Marquises ayant été déclassées comme lieu de déportation (n'étant utilisées que pour eux et leurs familles). Ils virent alors leur peine commuée en vingt ans de bannissement, ; Gent fut contraint de s'exiler au Chili où il devint avocat à Valparaíso. Il put revenir en Europe à partir de 1861, et en France après la chute du Second Empire.
Les condamnés du procès n'ayant pas été déportés sont ciblés par la Loi de sûreté générale du Second Empire en février 1858, qui permet la déportation sans jugement de toute personne condamnée pour délit politique depuis 1848.

## Analyse
Le complot a-t-il vraiment existé ? Selon les écrits durant son emprisonnement de l'un des protagonistes, Henri Delescluze, il a été imaginé de toutes pièces par le gouvernement, qui était inquiet des conséquences de la loi du 31 mai 1850, limitant le suffrage universel, que les républicains prévoyaient de rétablir. L'historien Marcel Dessal estime que certains témoignages à charge sont sujets à caution, et que les conclusions de l'accusation dépassent de loin les projets des prévenus. De son côté, Philippe Vigier, cité par Dessal, est convaincu de l'existence du complot, même s'il reconnait que l'enquête a brouillé énormément le réel et l'imaginaire.
Toutefois, si le pouvoir a extrapolé la machination, tous ses membres ne semblent pas forcément inquiets de ce genre d'entreprises. De Sèze, procureur général dans l'Allier, estime que cette intrigue risquée dénote de la part de la gauche républicaine une certaine forme d'impuissance. Raymond Huard pointe notamment la faiblesse de la composition des sociétés secrètes de l'époque, différentes de celles de la Restauration, qui ne sont que civiles et ne comportent aucun membre militaire.